# Vilaragut Berengár albaidai báró
Vilaragut Berengár (? – 1348 körül/1358 előtt/körül/után) vagy II. Berengár, katalánul: Berenguer (II) de Vilaragut i de Sarrià, spanyolul: Berenguer (II) de Vilaragut, olaszul: Berengario di Villaragut, franciául: Bérenger de Vilaragut, okcitánul: Berenguièr de Vilaragut, németül: Berengar von Vilaragut, latinul: Berengarius de Vilaraguto (Vila Acuto), Albaida bárója a Valenciai Királyságban és Sant Martí, valamint Subirats ura Katalóniában. A valenciai katalán származású Vilaragut család tagja. Vilaragut Jolán mallorcai királyné apja és Vilaragut János Jeromos apjának, Vilaragut János valenciai alkormányzónak az apai nagyapja.

## Élete

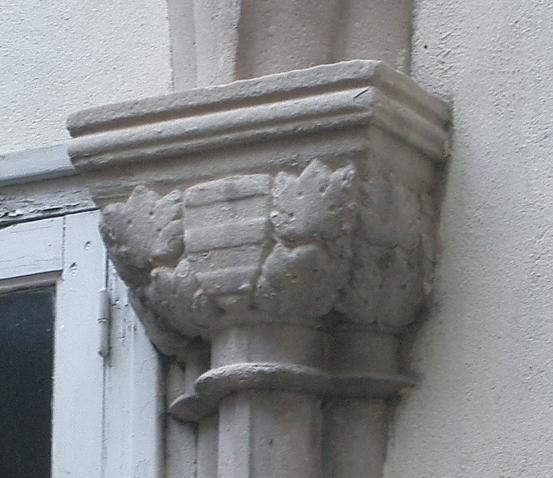
A Vilaragut család címere a Montserrat-kolostorban.

Vilaragut (I.) Berengárnak, Albaida urának és Gueraua de Sarrià úrnőnek a fia.
Első házasságát 1293-ban kötötte Moncadai Konstanciával, akitől egy lánya, Konstancia született. Másodszor Mallorcai Saura (v. Laura/Maura) (–1333 /előtt/) úrnőt, II. Jakab mallorcai király természetes lányát és Pere (I) de Pinós özvegyét vette feleségül, akinek az első férjétől már volt egy fia, Pere (II) de Pinós (1311 /körül/–1348). 
A pápai diszpenzációt 1319. november 11-én állították ki. 
Ebből a házasságból három gyermeke született, köztük Vilaragut Jolán mallorcai királyné. Harmadik felesége Francisca de Boïl úrnő volt, aki további három fiút hozott a világra.
Lánya, Jolán 1347-ben feleségül ment III. Jakab mallorcai királyhoz, aki anyja révén az elsőfokú unokatestvére volt. A mallorcai király, akit sógora, IV. Péter aragóniai király 1343-ban elűzött Mallorcáról, mert nem volt hajlandó letenni neki a hűbéresküt, első felesége, Aragóniai Konstancia halála (1346) után egy évvel nősült újra. A házasságból két kislány született: Esclarmunda (1348–1349) és Mária, de mindketten meghaltak kiskorukban. Veje, a trónjáért küzdő III. Jakab 1349. október 25-én halt meg a IV. Péter ellen vívott Llucmajor melletti csatában Mallorca szigetén. A mallorcai király özvegye és gyermekei az aragón király fogságába kerültek. 

## Gyermekei
- 1. feleségétől, Moncadai Konstanciától, 1 leány:
  - Konstancia (–1362 előtt)
- 2. feleségétől, Mallorcai Saura (v. Laura/Maura) (–1333 /előtt/) úrnőtől, II. Jakab mallorcai király természetes lányától és Pere (I) de Pinós özvegyétől,[5] 3 gyermek:
  - Berengárion (Berengueró/Berenguerón) (1324 előtt–1353) kamarás és tanácsos, nem nősült meg, nem születtek gyermekei
  - Jolán (1320/25–1369/72), 1. férje III. (Aragóniai) Jakab (1315–1349) mallorcai király, 2 leány, 2. férje Braunschweigi Ottó (1320–1399), gyermekei nem születtek, 2 leány az első házasságából:
    - (1. házasságából): Aragóniai Esclarmunda (1348–1349) mallorcai királyi hercegnő
    - (1. házasságából): Aragóniai Mária (megh. fiatalon) mallorcai királyi hercegnő

  - Izabella (Erzsébet), férje Joan de So (–1347), Évol[6] algrófja, Albaida bárója, Subirats és Sant Martí ura, 2 fiú:
    - Berengár (–1347 után), I. Berengár néven Évol algrófja
    - Bernát (–1385), V. Bernát néven Évol algrófja, felesége Blanca d'Aragall, Miralles úrnője, 1 fiú
- 3. feleségétől, Francisca de Boïl úrnőtől, 3 fiú:
  - Berengár (III.) (–1405 körül), felesége Mallorcai Konstancia (–1407 után), Mallorcai Sancho úrnak, Aragóniai Ferdinánd mallorcai királyi herceg (II. Jakab mallorcai király fia) természetes fiának a lánya
  - Péter (–1412 után) kamarás, felesége Marquesa de Beçorra
  - Miklós, nem nősült meg, házasságon kívüli kapcsolatából Teresa Àlvarez de Haro úrnővel, 2 gyermek:
    - Jolán (–1450 körül), férje Galvany de Villena
    - Vilaragut János (–1422), a Valenciai Királyság alkormányzója, felesége Prades Margit (1387/88–1429) aragón királyné, I. (Idős) Márton aragón király özvegye, 1 titokban született fiú:
      - János Jeromos (1416–1452), felesége N. N., 4 gyermek